# تيغانمين (إضمين)
تيغانمين هي إحدى مشيخات المملكة المغربية، تتبع جغرافيا لعمالة أكادير إدا وتنان وإداريًا لإضمين. يقدر عدد سكانها بـ 333 نسمة حسب الإحصاء الرسمي للسكان والسكنى لسنة 2004.